# Фут, Филиппа
Филиппа Фут (англ. Philippa Ruth Foot; 3 октября 1920 года, Owston Ferry, Линкольншир, Англия — 3 октября 2010 года, Оксфорд, Англия) — английский философ, работавшая преимущественно в области этики. Наибольшую известность и развитие получила разработанная ею проблема вагонетки.

## Биография
Мать — вторая дочь 22-го и 24-го президента США Гровера Кливленда Эстер Кливленд (1893—1980). Отец — капитан Британской армии Уильям Сидни Бенс Бозанкет (1893—1966).
Воспитывалась в частном порядке дома в окружении гувернанток, поэтому формального образования не получила. В виду этого всегда имела нарекания на правописание.
Окончила Сомервиль-колледж в Оксфорде (1942), с которым и связала свою дальнейшую жизнь. Был лишь небольшой перерыв с 1942 года по 1947 год, когда она не была связана с колледжем. Это обстоятельство обязано ее работе экономистом на государственной службе. В 1947 году приглашена в колледж на работу в качестве преподавателя философии, где она начала свою преподавательскую и научную деятельность и продолжала ее вплоть до своей кончины.
В 1960-х и 1970-х годах была приглашенным лектором во многих университетах США. Продолжительный период времени (1976—1991) совмещала работу в колледже с профессорской ставкой в Калифорнийском университете в Лос-Анджелесе.
Вопреки распространенному мнению, Филиппа не была в числе основателей известной благотворительной организации Oxfam: она присоединилась к ней спустя 6 лет после ее основания.
Умерла в Мадриде в день своего 90-летнего юбилея. Была атеисткой.

## Философия и этика
Философские взгляды Филиппы Фут сформировались на основе аристотелизма и томизма. Через свою коллегу по философии Элизабет Энском, которую она и пригласила как второго преподавателя философии в колледж Соммервилль, познакомилась с философскими взглядами Людвига Витгенштейна.
Остро критиковала моральные субъективизм и эмотивизм.
Апеллируя к учению о двойном последствии (иногда встречается как доктрина двойного эффекта), восходящему к Фоме Аквинскому, разработала мыслительный эксперимент, получивший название «Проблема вагонетки». Этот мыслительный эксперимент был призван отчетливее показать различия между намерением и предвидением в нравственном поступке, имеющим связь с возможной гибелью человека и/или людей (а, впрочем, и любом нравственном поступке). Проблема вагонетки в этической дисциплине получила широкое распространение, породив даже специальный этический раздел, сперва в шуточной форме именованный неологизмом trolleyology (в русскоязычной академической этике уже получивший название вагонеткологии).

## Научные статьи и книги
- Philippa Foot, The Problem of Abortion and the Doctrine of the Double Effect in Virtues and Vices (Oxford: Basil Blackwell, 1978)(изначально опубликована в Oxford Review, Number 5, 1967.)
- Virtues and Vices and Other Essays in Moral Philosophy. Berkeley: University of California Press; Oxford: Blackwell, 1978.
- Natural Goodness. Oxford: Clarendon Press, 2001.
- Moral Dilemmas: And Other Topics in Moral Philosophy, Oxford: Clarendon Press, 2002.
- Warren Quinn, Morality and Action, ed. Philippa Foot (Introduction, ix-xii), Cambridge : Cambridge University Press, 1993.

#### Переводы на русский язык
- Фут Ф. Эвтаназия // Философские науки : журнал  / пер. с англ. Л. В. Коноваловой. — 1990. — № 6. — С. 63-80. — ISSN 0235-1188.
- Фут Ф. Проблема аборта и доктрина двойного эффекта // Философия и общество : журнал  / пер. с англ. А. А. Скворцова. — 2018. — № 2 (87). — С. 124-141. — ISSN 1681–4339.